# サン・コロンバーノ・アル・ランブロ
サン・コロンバーノ・アル・ランブロ（イタリア語: San Colombano al Lambro）は、イタリア共和国ロンバルディア州ミラノ県に属する、人口約7,300人の基礎自治体（コムーネ）。
このコムーネはミラノ県の飛地で、ローディ県とパヴィーア県に挟まれている。

## 地理

### 位置・広がり
ローディから南へ約14km、パヴィーアから東へ約26km、州都・県都ミラノから南東へ約39kmの距離にある。コムーネ全体がミラノ県の飛地である。なお、イタリアにおいてコムーネ全体が飛地となっている事例には、ほかにカンピョーネ・ディターリア（ロンバルディア州コモ県。スイス領の中のイタリア領）がある。
この飛地は、1992年にミラノ県からローディ県が分割された際、住民投票でミラノ県への残留の意思が示されたために生じた。結果として、大部分が市街化したミラノ県内における、唯一のワイン生産地域となっている。

#### 隣接コムーネ
隣接するコムーネは以下の通り。LOはローディ県、PVはパヴィーア県所属。
- ボルゲット・ロディジャーノ (LO)
- グラッフィニャーナ (LO)
- リヴラーガ (LO)
- ミラドーロ・テルメ (PV)
- オーリオ・リッタ (LO)
- キニョーロ・ポー (PV)

### 地震分類
イタリアの地震リスク階級 (it) では、3 に分類される
。